# Monoblastus apicalis
Monoblastus apicalis är en stekelart som beskrevs av Henry Keith Townes, Jr. 1992. Monoblastus apicalis ingår i släktet Monoblastus och familjen brokparasitsteklar. Inga underarter finns listade i Catalogue of Life.